# Іванченко Віталій Гаврилович
Іванченко Віталій Гаврилович (1941—2007) — український музикознавець, завідувач кафедри теорії музики Донецької державної музичної академії імені С. С. Прокоф'єва, доктор мистецтвознавства.

## Життєпис
Учень Івана Котляревського.

## Творчий доробок
- Іванченко Віталій Гаврилович. Чинники та носії змісту симфонії як жанрово-видового феномена (досвід аналізу на прикладах українських симфоній) [Текст]: дис… д-ра мистецтвознавства: 17.00.03 / Іванченко Віталій Гаврилович ; Донецька держ. музична академія ім. С. С. Прокоф'єва. — Донецьк, 2003. — 362 арк.
- (рос.)Виталий Гаврилович Иванченко Полифония в симфониях С. Прокофьева / В.Иванченко 60 с. нот. ил. 20 см. Киев Муз. Україна 1983.

## Відомі учні
- Фандєєв Кирило Володимирович